# Велф III
Велф III (на немски: Welf III, † 13 ноември 1055 в замък Бодман до Лудвигсхафен) от швабския клон на фамилята Велфи е херцог на Каринтия и маркграф на Верона през 1047–1055 г.
Той е единственият син на граф Велф II († 1030) от Алтдорф (днес Вайнгартен Вюртемберг) и Имица († след 1055), дъщеря на граф Фридрих Люксембургски. През 1047 г. той получава Херцогство Каринтия и маркграфство Верона от император Хайнрих III. Той остава неженен и бездетен и определя за свой наследник манастира Алтдорф, което кара майка му Имица, вдовицата на Велф II, да повика в Германия своя внук Велф IV, синът на дъщеря ѝ графиня Кунигунда от Алтдорф от нейния брак с Алберто Ацо II д’Есте, за да продължи фамилията – по женска линия.
Велф III е последният от старите Велфи. Неговият наследник на фамилните владения е прародител на младите Велфи, които и днес още съществуват.
Той е погребан в домашния манастир на Велфите, абатството Вайнгартен.